# José Inés Casillas Fernández
José Inés Casillas Fernández (Tepatitlán, Jalisco 1914 - Guadalajara, Jalisco 1992) fue un pintor mexicano de estilo realista cuyas obras han sido objeto de varios premios y reconocimientos.

## Biografía
Nació en Tepatitlán, Jalisco el 19 de marzo de 1914.  Sus padres fueron Serapio Casillas y Matilde Fernández. Aprendió el arte de la pintura probablemente de su padre, quien también era pintor y escultor. Su talento pictórico se manifestó desde la infancia. Por influencia de Ixca Farías trabajó en el Museo Regional de Guadalajara y en 1944 participó en una exposición en el Palacio de Bellas Artes de la Ciudad de México. En dicha exposición, tres obras recibieron un reconocimiento especial, una de ellas pertenecía al Dr. Atl, otra, a José Clemente Orozco, y otra a José Inés Casillas. Contrajo matrimonio con Ana María Navarro Padilla, con la que tuvo once hijos. En 1989 el gobierno de la ciudad de Tepatitlán realizó un homenaje al pintor y colocó una placa conmemorativa en la casa donde naciera. Murió en su casa de Guadalajara en 1992.

## Estilo
Respecto a sus habilidades y estilo pictórico Ixca Farías se expresaba de la siguiente manera: Este joven es un talento natural y heredó las disposiciones artísticas de su padre que fue también pintor y escultor quien murió en mayo de 1937.
Como su situación es difícil por ser de la clase humilde, José Inés se vio en la necesidad de trabajar como cobrador en los camiones que corren de Guadalajara a San Luis Potosí. A causa de las lluvias se suspendió este servicio y durante el mes de agosto lo pasó haciendo copias de cuadros en el Museo Regional de Guadalajara, en donde demostró ser un buen copista pues los trabaja con suma habilidad y exactitud. Lo más notable es que no dibuja los cuadros pues directamente va al color y sin embargo de ello tiene una gran precisión y técnica pues en la copia que hizo reducida de la Batalla de Marengo de J. Charter 1908, siguió la misma técnica valiente de fuertes toques y grueso color; en cambio, en la copia que hizo, también reducida, del cuadro de Jesús el Nazareno de José Obregón fue sobado y “lambido” su color.
Como pintor original mostraba la misma calidad. Se ha dicho que lograba plasmar sobre el lienzo tanto a la persona que retrataba como su carácter.

## Obras
Existen alrededor de 300 obras pintadas por él, la mayoría de las cuales son retratos y bodegones. Pintó también paisajes y otros motivos campestres. La mayor parte de su obra está realizada al óleo, ya sea sobre lienzo o sobre otros materiales como lámina o madera. Pintó un gran número de biombos decorados con paisajes, flores o escenas bucólicas.